# Yala (Kenya)
Yala är en stad i distriktet Siaya i provinsen Nyanza i Kenya. Centralorten hade 3 750 invånare vid folkräkningen 2009, med totalt 33 646 invånare inom hela stadsgränsen.